# Les Feuilles mortes
Pour les articles homonymes, voir Feuille morte (homonymie).
Les Feuilles mortes est une chanson française écrite par Jacques Prévert et composée par Joseph Kosma.

## Histoire
La chanson a pour origine un thème instrumental de la partition que Joseph Kosma avait composée pour le ballet de Roland Petit Le Rendez-vous (1945). Le refrain s'inspire d'une mélodie pour une voix de soprano et piano, intitulée Poème d'octobre, composée par Jules Massenet en 1876 ; que Piotr Ilitich Tchaïkovski connaissait, compositeur russe d'une autre œuvre à l'origine de quelques mesures du thème dans son ouverture fantaisie op.67 Hamlet, composée en 1888. Sur ce motif, Prévert, auteur de l'argument du ballet, a écrit à l'intention de Marcel Carné, qui était désireux d'adapter au cinéma le sujet du ballet, un texte qu'il disait être « simple comme bonjour ». La chanson devait initialement figurer au générique du film de Carné, intitulé Les Portes de la nuit. Dans le film, seules des bribes en sont fredonnées par Diego (Yves Montand) puis par Malou (Nathalie Nattier).
Irène Joachim  créa la chanson Les Feuilles mortes de Prévert et Kosma dans Les Portes de la nuit de Marcel Carné.

Sorti en décembre 1946, le film est un échec commercial, mais la chanson va devenir au bout de quelques années un succès international. Dans son livre de souvenirs, La Vie à belles dents, Marcel Carné note à ce propos : 

« Jacques se montrait surtout ulcéré de ce que la presse ait complètement passé sous silence Les Feuilles mortes. C'était pourtant vrai. Aucune critique, c'est dire leur clairvoyance, n'avait signalé la chanson qui, quatre ans plus tard, allait faire le tour du monde, et figurer au répertoire des plus grands chanteurs d'Amérique, Sinatra et Nat King Cole en tête. Durant quatre années en effet, Montand qui l'a créée, Juliette Gréco qui l'a reprise, n'arriveront pas à l'imposer ! Le premier déclara à qui voulait l'entendre qu'il l'avait inscrite à son répertoire parce qu'il l'aimait, mais qu'il faisait un “bide” chaque fois qu'il la chantait. À Robert Valey, son secrétaire d'alors qui le pressait d'enregistrer un disque, il répondra que “la mélodie est trop compliquée et n'a aucune chance d'intéresser le public…” »

Marcel Carné rapporte que Prévert lui aussi était furieux : « Quand tu penses que pas un critique n'a parlé des Feuilles mortes ».
Montand a prétendu avoir été le premier à l'interpréter en public[réf. nécessaire]. « Il a manqué d'élégance », faisait remarquer Cora Vaucaire en 1995, cédant à la curiosité d'Alain Poulanges (entretien sur France Inter) ; en effet, elle aurait été la première à l'interpréter au cabaret L'Échelle de Jacob. Elle revendique aussi avoir été la première à enregistrer ce titre en 1948 sur le label Le Chant du Monde, mais la sortie de son 78 tours répertorié par la BnF date de 1950. À peu près au même moment, Marianne Oswald en a donné une version partiellement en allemand[réf. nécessaire]. Dans un témoignage enregistré dans les années 1970, Marcel Carné confirme que Montand a été le premier à chanter Les Feuilles mortes, dans la version amputée d'un couplet, sur sa proposition, et qui est devenue le standard de cette chanson[réf. nécessaire]. De plus, il chantera à de nombreuses reprises cette chanson au cinéma : dans le quatrième segment de Souvenirs perdus, le film à sketches de Christian-Jaque (dialogues de Prévert) sorti en novembre 1950, puis dans le film franco-italien Parigi è sempre Parigi de Luciano Emmer sorti en novembre 1951.
Cora Vaucaire, habituée à défendre Jacques Prévert sur scène, a longuement bataillé pour imposer cette chanson sans couplet/refrain et à laquelle « manque un pied » — remarquaient certains à l'époque —, bref une chanson bien trop subtile pour « un public de cons », a-t-on expliqué un soir à Cora Vaucaire, qui la chantait à l’Échelle de Jacob.
Yves Montand l'enregistre dans sa version studio en 1949, mais tandis que son éditeur indique la sortie de son 78 tours en mai 1949, la BnF répertorie sa parution la même année que celle du disque de Cora Vaucaire, soit 1950. Jean Sablon aurait pu avoir enregistré la chanson en 1947.
En 1949, Johnny Mercer l'adapte en anglais mais en retire le couplet : Autumn Leaves connaît un succès remarquable et devient un standard du jazz. En 1955, l'enregistrement de Roger Williams de la mélodie Autumn Leaves a été le succès numéro 1 pendant quatre semaines, devenant le seul disque de piano de l'histoire à figurer en tête du classement Billboard Hot 100. Franklin Veloz l'a repris en salsa et il existe une version disco interprétée par Grace Jones. À ce jour plus de 600 interprétations différentes sont dénombrées, mais pas une de Marlene Dietrich, à laquelle une anecdote prétend que Jacques Prévert aurait refusé ce privilège parce qu'elle avait refusé de jouer dans Les Portes de la nuit après sa rupture avec Jean Gabin. Yves Montand — qui rencontrait pourtant un grand succès dans le monde anglo-saxon — s'est toujours refusé à chanter Les Feuilles mortes en anglais.
Juliette Gréco contribua à populariser cette image de la France lors de ses tournées à l'étranger (récitals toujours interprétés en français) dès 1951 notamment au Brésil (« Son premier contrat en dehors de La Rose rouge ») où, en tant que débutante, elle est stupéfaite à son arrivée à Rio de Janeiro par les nombreux journalistes qui l'attendent, puis par l'« incroyable foule de gens qui bouche la porte d'entrée de l'endroit où Gréco doit chanter. » Elle découvre pourquoi : à la suite d'une rumeur, « ils attendent que la chanteuse existentialiste chante nue... » Sans qu'elle ait besoin de se dénuder, elle rencontre le succès : « son contrat est prolongé de deux mois », ensuite aux États-Unis (gala April in Paris Ball (en), 1952), puis en Allemagne à l'occasion de son mémorable Récital à la Philharmonie de Berlin (20 minutes d'ovation, 1966), mais également au Japon, (Récital 1982 et 1987, enregistrement uniquement commercialisé au Japon) et à bien d'autres occasions. Tino Rossi enregistra Les Feuilles mortes chez Pathé Marconi en 1955. Quant à Cora Vaucaire, elle livrait encore une interprétation piano/violoncelle au théâtre des Bouffes du Nord en 1999.
Serge Gainsbourg rend hommage aux Feuilles mortes avec La Chanson de Prévert et Romain Didier rend hommage au deux chansons avec La chanson de Gainsbourg.
Des chanteurs classiques, tels Bruno Laplante (avec Marc Durand), François Le Roux (avec Jeff Cohen), Françoise Masset (avec Christine Icart), Damien Top (avec Luc Baiwir) ou encore Philippe Jaroussky, ont donné des interprétations dans le style des mélodies françaises (ou du lied allemand).
La veuve du compositeur, Lily Kosma, a fait don à la ville de Nice des droits de la chanson, sous réserve qu'une rue de la ville porte le nom de Joseph Kosma. Une petite rue du quartier des musiciens porte en effet le nom du compositeur.
Le baryton David Serero a enregistré une version avec le chanteur de rhythm and blues Jermaine Jackson mêlant les versions françaises et anglaises.

## Interprétations notables

### Chanson
Cora Vaucaire, Yves Montand, Richard Anthony, Alain Barrière, Andrea Bocelli, Les Compagnons de la chanson, Dalida, Grace Jones, Jacques Douai, Fairuz (en arabe), Wafa Ghorbel (en arabe dialectal, tunisien), Warda al-Jazairia (accompagnée par Georges Moustaki, 1993), Juliette Gréco, Daniel Guichard, Françoise Hardy, In-Grid, Kevin Johansen, Bernard Lavilliers, Nicole Martin (sur son album Cocktail de douceur, 2010), Al Martino, Marcel Mouloudji, Édith Piaf, Iggy Pop (album Préliminaires, 2009), Sheila & Ringo, Moune de Rivel, Tino Rossi, Jean Sablon, Eddy Mitchell (2009, album Grand Écran), April March, Lambert Wilson (album Wilson chante Montand).
En version anglaise, la chanson Autumn Leaves est interprétée notamment par : Édith Piaf, Eric Clapton, Frank Sinatra, Nat King Cole, Eartha Kitt, Tony Bennett, Barbra Streisand, Jermaine Jackson, Emmy Rossum (version alternée anglais-français), Mark Lanegan, Bob Dylan, Eva Cassidy et Jerry Lee Lewis.
En version allemande, la chanson Die Welken Blätter a été interprété par le célèbre auteur-compositeur-interprète Hannes Wader.

### Mélodie classique
Maurice André, Philippe Jaroussky, Mario Hacquard, Jason Kouchak, François Le Roux, Françoise Masset, Damien Top.

### Electro
- Cecile Bredie, compilation Café del Mar, volume 16, titre 01.
- Coldcut.
- Victor Hacala.

### Jazz
Barney Kessel, Cannonball Adderley, Gene Ammons, Chet Baker, Dee Dee Bridgewater, Eva Cassidy, Nat King Cole, John Coltrane, Miles Davis, Paul Desmond, Billy Eckstine avec Benny Carter, Lisa Ekdahl, Bill Evans, Erroll Garner, Stan Getz, Stéphane Grappelli, Ahmad Jamal, Keith Jarrett, Diana Krall, Eddy Louiss, McCoy Tyner, Bobby McFerrin accompagné de Chick Corea, Joe Pass, Art Pepper (Intensity, 1960), Michel Petrucciani, Ringo Shiina, Sarah Vaughan, Oscar Peterson, Wynton Marsalis, Michael Brecker, Paula Cole, Frank Sinatra, Dee Dee Anderson, Leslie Odom Jr., Buddy DeFranco, Zoot Sims, Al Cohn, Lisa Simone.
Philippe Baudoin, historien du jazz, a qualifié la chanson de "standard non américain le plus important", et a noté qu' elle a été enregistrée 1 400 fois environ par des musiciens de jazz traditionnels et modernes seuls ; elle est le 8e morceau le plus enregistré par les jazzmen.

### Rock
François Cambuzat & Putan Club, Matthew Caws & Lara Meyerratken, Eric Clapton, Iggy Pop, The Quiets, Big Brother and the Holding Company, Billy Talent[réf. nécessaire].

### Opéra lyrique
Anne Rodier (soprano).
Serge Kakudji (Mozart)

## Autour de la chanson
En octobre 1968, paraît l'album de Juliette Gréco Peut-être que… sur lequel figure la chanson Les Feuilles de tabac écrite par Boris Bergman et composée par Maurice Dulac. Cette chanson (une samba) fait référence aux Feuilles mortes, car en deux endroits sont insérés des montages de Gréco reprenant de courts extraits des Feuilles mortes, Prévert et Kosma étant d'ailleurs crédités par la Sacem. Bien que Bergman et Dulac « Se prévalent de l'accord de Joseph Kosma. […] Quelques semaines plus tard, une volte-face du compositeur [Kosma] et la menace d'une action légale contraignent Philips à procéder à un nouveau tirage du 33 tours Peut-être que… en rétablissant la chanson sans les extraits des Feuilles mortes ». Il existe donc deux versions de l'album vinyle Peut-être que… de 1968 et les rééditions des Feuilles de tabac sont expurgées des extraits des Feuilles mortes.

## Dans la culture
Sauf indication contraire, les informations mentionnées dans cette section peuvent être confirmées par le générique de fin de l'œuvre audiovisuelle présentée ici, ainsi que par la base de données cinématographiques IMDb,  présente dans la section « Liens externes ».
- 2001 : C'est la vie de Jean-Pierre Améris
- 2011 : Elles de Małgorzata Szumowska - interprétée par Nicolas Layani (le client à la guitare)
- 2023 : Les Feuilles mortes d'Aki Kaurismäki - version finnoise interprétée par Olavi Virta